# Llafranc
Llafranc és una població de la Costa Brava del municipi de Palafrugell, al Baix Empordà. És un poble situat sobre una costa rocosa, que limita al sud amb Calella de Palafrugell. Al nord de Llafranc es troba la muntanya de Sant Sebastià, amb miradors i un conjunt monumental format per un poblat ibèric, una torre de guaita, una ermita i hostatgeria i un far.
Les cases individualitzades representen la major part essencial de les edificacions, i es conserven xalets d'un gran valor arquitectònic local, principalment dels anys 1930. Segons el cens de població, a Llafranc hi ha empadronades 316 persones. De tota manera, s'estima que durant la temporada baixa i mitjana hi ha unes 1.000 persones; i en temporada alta, unes 10.000.

## Història

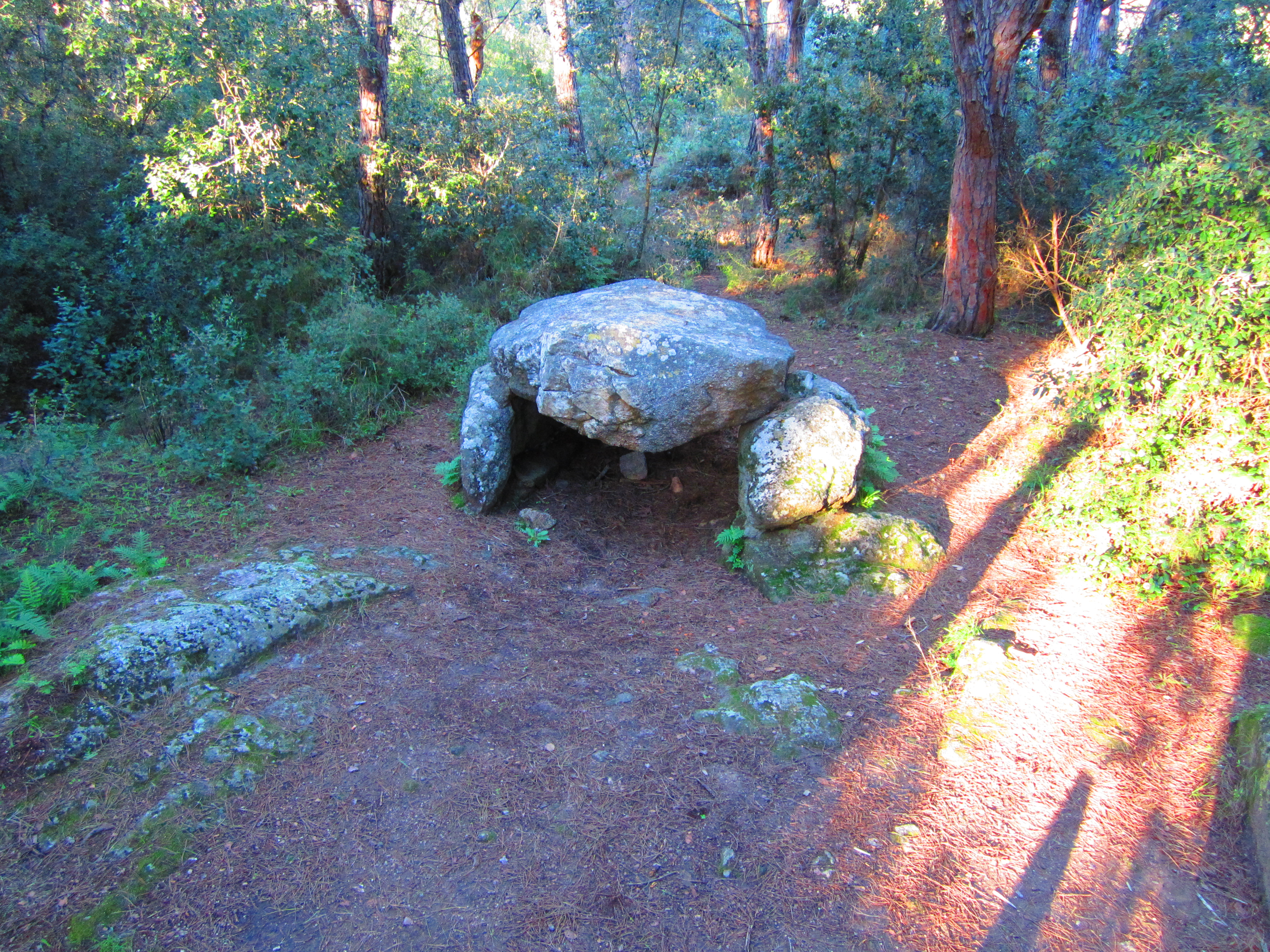
Dolmen de Can Mina dels Torrents

A pocs centenars de metres al nord de la platja, es va descobrir el 1964 el dolmen de Can Mina dels Torrents, que prova la presència d'ésser humans des de l'edat de pedra, fa uns quatre o cinc mil anys.
Al segle ii aC, amb l'arribada dels romans a Empúries, el poblat ibèric de Sant Sebastià de la Guarda va viure un lent i progressiu abandonament en favor del nucli de Llafranc, ocupat de manera permanent fins al segle iv. La localitat de Llafranc es va convertir, en època romana, en un destacat centre de producció de vi i de terrissa. Des del seu port sortien àmfores per emmagatzemar-hi vi, materials de construcció, ceràmica de cuina i vaixella; a més del vi cultivat en el seu rerepaís, on s'han localitzat més d'una desena de vil·les romanes.
Del passat romà, el poble conserva els vestigis del que va ser una premsa de vi i un celler molt a prop de l'església de Santa Rosa, situada en un petit promontori, on les excavacions arqueològiques han descobert els habitatges més antics del jaciment. Una de les restes més antigues és una làpida sepulcral (avui dia desapareguda) dedicada per Cesàrea al seu espòs Carudo.
El 1857 es va inaugurar el far de Sant Sebastià, al cap de Sant Sebastià, proper a la torre de guaita del segle xv i a l'ermita barroca i l'hostatgeria.
Des de finals del segle xix, Llafranc va esdevenir un indret de lleure com més va més freqüentat. El 1936, durant la Guerra Civil espanyola, l'església de Santa Rosa va ser parcialment cremada. El creixement més pronunciat de demandes de llicències d'obra a Llafranc va ser durant els anys 1930 i entre el 1950 i 1970.
El dia 7 de juny de l'any 2013, l'escriptor anglès Tom Sharpe va morir —a causa d'una diabetis— a Llafranc, el poble on havia estat vivint des de la dècada de 1990.

## Geografia

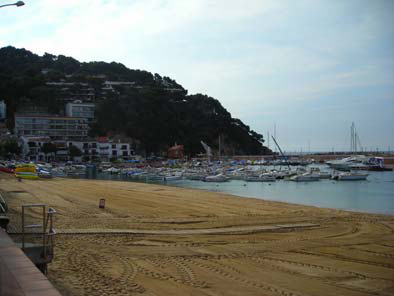
Platja de Llafranc

La platja, o cala, de Llafranc és una platja urbana de 360 metres de longitud i 40 metres d'amplada; i que presenta un alt grau d'ocupació. La sorra és fina i daurada, i és de fàcil accés a peu, en cotxe (amb zona d'aparcament per a més de 100 cotxes) i per a persones de mobilitat reduïda.
L'entrada del mar cap al poble de Llafranc —envoltada per la punta d'en Blanc, per la part de garbí, i el cap de Sant Sebastià— forma la badia de Llafranc. Al davant de la badia, en direcció al cap de Sant Sebastià, se situava l'Illa Negra, una petita porció terrestre que va desaparèixer, sepultada per les aigües, durant la construcció de l'espigó del port. L'Illa Blanca es troba entre l'escullera del port de Llafranc i la punta Negra, al davant de la cala Fondo o l'embarcador d'en Vilà.
A uns 500 metres al sud del cap de Sant Sebastià, a la vora de Llafranc, es troben tres cims submarins coneguts com els Ullastres. Al nord d'aquest cap, entre Llafranc i Tamariu, es forma la cala del Cau.

## Activitat econòmica
Molts turistes interiors provenen de l'àrea metropolitana de Barcelona; mentre que els turistes internacionals són principalment dels Països Baixos, Anglaterra, França, i més recentment també dels Estats Units. Tom Sharpe era resident de Llafranc.

## Patrimoni monumental
| Monument                                       | Protecció | Estil/època                                 | Localització                                                                     | Coordenades                                          | Codi?    | Imatge |
| ---------------------------------------------- | --------- | ------------------------------------------- | -------------------------------------------------------------------------------- | ---------------------------------------------------- | -------- | --- |
| Ermita de Sant Sebastià                        | BCIL      | Barroc XVIII                                | Palafrugell Santuari de Sant Sebastià de la Guarda                               | 41° 53′ 50″ N, 3° 12′ 09″ E / 41.897181°N,3.202547°E | IPA-4151 | Ermita de Sant Sebastià (Palafrugell) · Vegeu més fotos d'aquest monument · Carregueu una nova foto d'aquest monument        |
| Far de Sant Sebastià                           | BCIL      | Eclecticisme Josep M. Faquinetto XIX (1857) | Palafrugell Muntanya de Sant Sebastià, al final pg. Pau Casals                   | 41° 53′ 46″ N, 3° 12′ 09″ E / 41.896077°N,3.202442°E | IPA-4191 | Far de Sant Sebastià (Palafrugell) · Vegeu més fotos d'aquest monument · Carregueu una nova foto d'aquest monument           |
| Església de Santa Rosa de Lima                 | BCIL      | Historicisme XIX (1897)                     | Palafrugell C. de Santa Rosa, 13-15, Llafranc                                    | 41° 53′ 40″ N, 3° 11′ 40″ E / 41.894554°N,3.194335°E | IPA-4194 | Església de Santa Rosa de Lima (Palafrugell) · Vegeu més fotos d'aquest monument · Carregueu una nova foto d'aquest monument |
| Casa Rosa                                      | BCIL      | Eclecticisme XIX                            | Palafrugell C. de Monturiol, 22, Llafranc                                        | 41° 53′ 40″ N, 3° 11′ 34″ E / 41.894523°N,3.192893°E | IPA-4216 | Casa Rosa (Palafrugell) · Carregueu una nova foto d'aquest monument                                                          |
| Cases de les Escales de Garbí i plaça Marinada | BCIL      | Noucentisme XX                              | Palafrugell Pl. Marinada, 2 - c. Escales de Garbí, 17 - c. Pere III, 2, Llafranc | 41° 53′ 33″ N, 3° 11′ 32″ E / 41.892621°N,3.192334°E | IPA-4221 | Cases de les Escales de Garbí i plaça Marinada (Palafrugell) · Carregueu una nova foto d'aquest monument                     |
| Casa Bravo                                     | BCIL      | Obra popular XIX                            | Palafrugell Pl. del Promontori, 9-10, Llafranc                                   | 41° 53′ 40″ N, 3° 11′ 45″ E / 41.894384°N,3.195904°E | IPA-4222 | Casa Bravo (Palafrugell) · Vegeu més fotos d'aquest monument · Carregueu una nova foto d'aquest monument                     |